# Tour de Gal·lípoli
El Tour de Gal·lípoli va ser una competició ciclista per etapes que es disputava a la península de Gal·lípoli, a Turquia. La cursa va formar part de l'UCI Europa Tour, amb una categoria 2.2.

## Palmarès
| Any  | Vencedor     | Segon     | Tercer        |
| ---- | ------------ | --------- | ------------- |
| 2011 | Recep Ünalan | Blaž Jarc | Igor Dementev |